# Vernoil-le-Fourrier
Vernoil-le-Fourrier (Vernoil jusqu'en juillet 2006) est une commune française située dans le département de Maine-et-Loire, en région Pays de la Loire.

## Géographie

### Localisation
Commune angevine du Baugeois, Vernoil-le-Fourrier se situe à l'est de Vernantes, sur les routes D 58, Vernantes, D 207, Linières-Bouton, et D 85, La Breille-les-Pins.
Vernoil-le-Fourrier se situe sur l'unité paysagère du Plateau du Baugeois.
|           | Noyant-Villages     |          |
| Vernantes | Vernoil-le-Fourrier | Courléon |
|           | La Breille-les-Pins |          |

### Climat
Pour des articles plus généraux, voir Climat des Pays de la Loire et Climat de Maine-et-Loire.
En 2010, le climat de la commune est de type climat océanique altéré, selon une étude du CNRS s'appuyant sur une série de données couvrant la période 1971-2000. En 2020, Météo-France publie une typologie des climats de la France métropolitaine dans laquelle la commune est exposée à un climat océanique et est dans la région climatique Moyenne vallée de la Loire, caractérisée par une bonne insolation (1 850 h/an) et un été peu pluvieux.
Pour la période 1971-2000, la température annuelle moyenne est de 11,5 °C, avec une amplitude thermique annuelle de 14,9 °C. Le cumul annuel moyen de précipitations est de 642 mm, avec 10,8 jours de précipitations en janvier et 6,3 jours en juillet. Pour la période 1991-2020, la température moyenne annuelle observée sur la station météorologique de Météo-France la plus proche, sur la commune de Saint-Nicolas-de-Bourgueil à 12 km à vol d'oiseau, est de 12,5 °C et le cumul annuel moyen de précipitations est de 612,8 mm,. Pour l'avenir, les paramètres climatiques de la commune estimés pour 2050 selon différents scénarios d'émission de gaz à effet de serre sont consultables sur un site dédié publié par Météo-France en novembre 2022.

## Urbanisme

### Typologie
Au 1er janvier 2024, Vernoil-le-Fourrier est catégorisée commune rurale à habitat dispersé, selon la nouvelle grille communale de densité à sept niveaux définie par l'Insee en 2022.
Elle appartient à l'unité urbaine de Vernantes, une agglomération intra-départementale regroupant deux  communes, dont elle est une commune de la banlieue,,. La commune est en outre hors attraction des villes,.

### Occupation des sols
L'occupation des sols de la commune, telle qu'elle ressort de la base de données européenne d’occupation biophysique des sols Corine Land Cover (CLC), est marquée par l'importance des territoires agricoles (60,2 % en 2018), une proportion sensiblement équivalente à celle de 1990 (60,5 %). La répartition détaillée en 2018 est la suivante : 
forêts (35,9 %), zones agricoles hétérogènes (27,7 %), terres arables (20,2 %), prairies (10,9 %), zones urbanisées (3,6 %), cultures permanentes (1,5 %), milieux à végétation arbustive et/ou herbacée (0,3 %). L'évolution de l’occupation des sols de la commune et de ses infrastructures peut être observée sur les différentes représentations cartographiques du territoire : la carte de Cassini (XVIIIe siècle), la carte d'état-major (1820-1866) et les cartes ou photos aériennes de l'IGN pour la période actuelle (1950 à aujourd'hui).

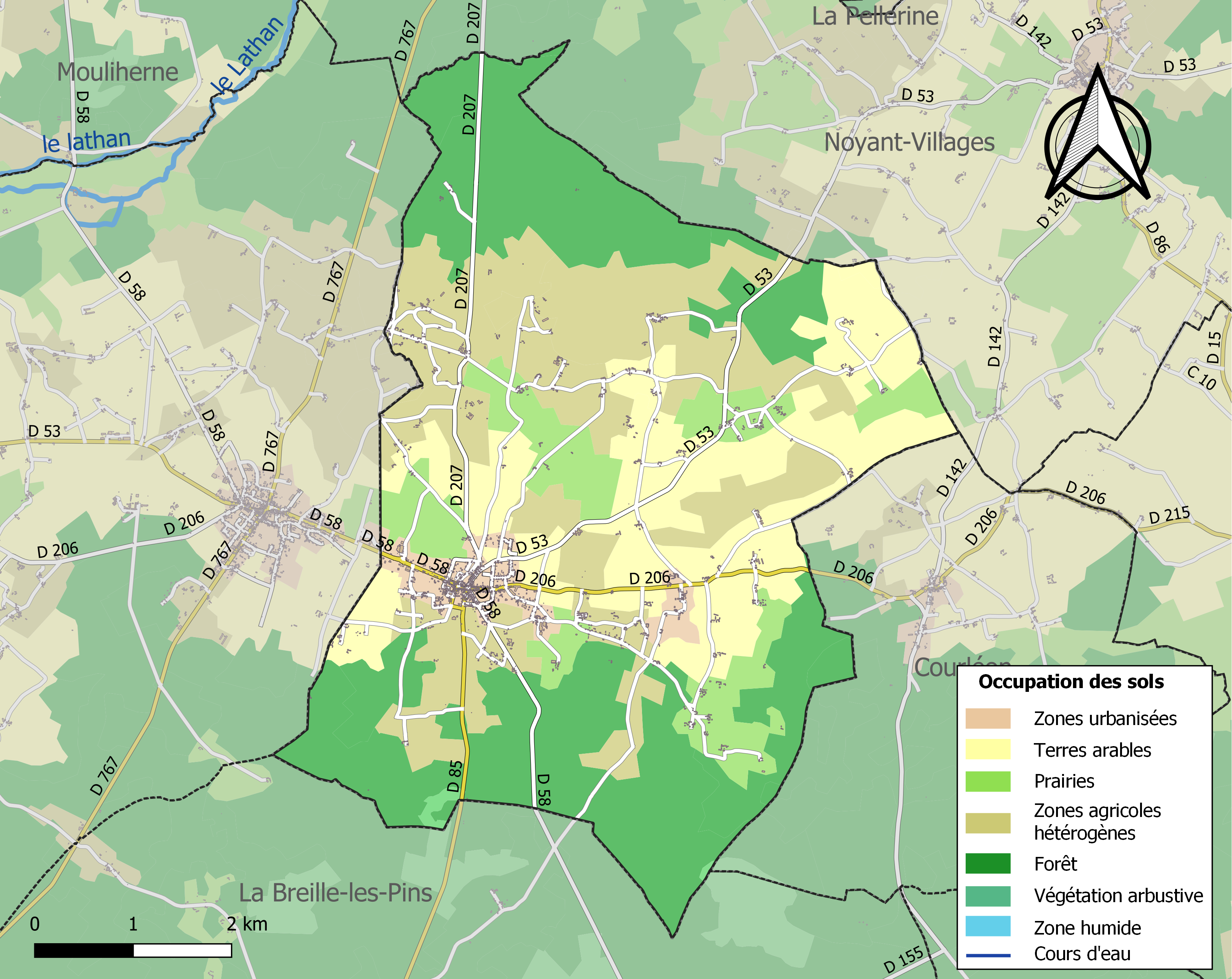
Carte des infrastructures et de l'occupation des sols de la commune en 2018 (CLC).

## Toponymie
Ecclesia de Verneilo en 1073-1103, Vernoil-le-Fourrier le 9 juillet 2006. Du mot gaulois verno (aulne) + ialo (clairière, lieu défriché).

## Histoire
À l'époque gallo-romaine, le territoire est traversé par de grandes voies. Le bourg est un centre important dès avant le XIe siècle.
De cette première période gallo-romaine, il ne reste que des vestiges enfouis, mais le Moyen Âge et la Renaissance ont laissé des édifices : 
- l'église et le prieuré du XIe et XVe siècles ;
- le château de la ville au Fourrier construit en 1265 par le chevalier Geoffroy le Fourrier, qui ajouta son nom à la commune ;
- le château de la Roche du XVe siècle ;
- le logis de Poligny ;
- la maison seigneuriale avec une chapelle du XVe siècle.

## Politique et administration

### Administration municipale
| Période                                  | Période                   | Identité                      | Étiquette | Qualité             |
| ---------------------------------------- | ------------------------- | ----------------------------- | --------- | ------------------- |
| octobre 1789                             |                           | Louis Rattier                 |           | Chirurgien          |
| 1790                                     |                           | Pierre Gaillard               |           | Curé de la paroisse |
| 1791                                     | 1792                      | Brosseau                      |           |                     |
| an II                                    |                           | Michel Tresvaux               |           |                     |
| Ier messidor an VIII (20 juin 1800)      |                           | Urbain-François Baugé         |           |                     |
| 13 frimaire an XIV (4 décembre 1805)     |                           | Vincent Coudray               |           |                     |
| 2 janvier 1808                           |                           | Charles Hubert                |           |                     |
| 15 juillet 1816                          |                           | Pierre Deschamps              |           |                     |
| 15 novembre 1830                         |                           | Just-Henri Duperray           |           |                     |
| 1837                                     |                           | Pierre-Toussaint Martin       |           |                     |
| 1849                                     | juillet 1851 (démission)  | Antoine-Alexandre Bonodeau    |           |                     |
| 1852                                     | 1856                      | François-Julien-Marie Ratouis |           |                     |
| novembre 1856                            | décembre 1885             | Charles Verneau               |           |                     |
| janvier 1886                             | mai 1908                  | Armand Petit                  |           |                     |
| mai 1908                                 | mai 1925                  | René Veillet                  |           |                     |
| mai 1925                                 | décembre 1928             | Joseph Leroux                 |           |                     |
| décembre 1928                            | mars 1942 (révoqué)       | Louis Marquis                 |           |                     |
| mars 1942                                | août 1944                 | Pierre Hedouin                |           |                     |
| septembre 1944                           | octobre 1947              | Louis Marquis                 |           |                     |
| octobre 1947                             | octobre 1956              | Armand-Alexandre de Broc      |           |                     |
| octobre 1956                             | mars 1977                 | Stanislas du Boullay          | DVD       | Agriculteur         |
| mars 1977                                | mars 1989                 | Alexis Mercier                |           |                     |
| mars 1989                                | mars 1995                 | Maurice Doussard              |           |                     |
| mars 1995                                | mars 2008                 | Jean-Marc Sautejeau           | NC        | Médecin généraliste |
| mars 2008                                | mars 2014                 | Héléne Bredin                 |           | Retraitée           |
| mars 2014                                | En cours (au 2 juin 2020) | Sylvie Beillard               |           | Clerc de notaire,   |
| Les données manquantes sont à compléter. |                           |                               |           |                     |

### Intercommunalité
La commune est membre de la communauté d'agglomération Saumur Val de Loire. La commune était précédemment membre de la communauté de communes Loire Longué, elle-même membre du syndicat mixte Pays des Vallées d'Anjou.

### Autres circonscriptions
La commune fait partie du canton de Longué-Jumelles et de l'arrondissement de Saumur.
Jusqu'en mars 2015, le canton de Longué-Jumelles compte huit communes, dont Vernoil-le-Fourrier. Dans le cadre de la réforme territoriale, un nouveau découpage territorial pour le département de Maine-et-Loire est défini par le décret du 26 février 2014. La commune reste rattachée à ce même canton de Longué-Jumelles, avec une entrée en vigueur au renouvellement des assemblées départementales de 2015.

## Population et société

### Démographie

#### Évolution démographique
L'évolution du nombre d'habitants est connue à travers les recensements de la population effectués dans la commune depuis 1793. Pour les communes de moins de 10 000 habitants, une enquête de recensement portant sur toute la population est réalisée tous les cinq ans, les populations de référence des années intermédiaires étant quant à elles estimées par interpolation ou extrapolation. Pour la commune, le premier recensement exhaustif entrant dans le cadre du nouveau dispositif a été réalisé en 2008.

En 2022, la commune comptait 1 330 habitants, en évolution de +4,81 % par rapport à 2016 (Maine-et-Loire : +2,12 %, France hors Mayotte : +2,11 %).
| 1793  | 1800  | 1806  | 1821  | 1831  | 1836  | 1841  | 1846  | 1851  |
| ----- | ----- | ----- | ----- | ----- | ----- | ----- | ----- | ----- |
| 2 730 | 1 838 | 1 855 | 2 010 | 2 109 | 2 062 | 1 916 | 1 875 | 1 484 |

| 1856  | 1861  | 1866  | 1872  | 1876  | 1881  | 1886  | 1891  | 1896  |
| ----- | ----- | ----- | ----- | ----- | ----- | ----- | ----- | ----- |
| 1 847 | 1 920 | 1 875 | 1 838 | 1 778 | 1 769 | 1 762 | 1 651 | 1 625 |

| 1901  | 1906  | 1911  | 1921  | 1926  | 1931  | 1936  | 1946  | 1954  |
| ----- | ----- | ----- | ----- | ----- | ----- | ----- | ----- | ----- |
| 1 580 | 1 581 | 1 606 | 1 412 | 1 466 | 1 483 | 1 433 | 1 458 | 1 446 |

| 1962  | 1968  | 1975  | 1982  | 1990  | 1999  | 2006  | 2008  | 2013  |
| ----- | ----- | ----- | ----- | ----- | ----- | ----- | ----- | ----- |
| 1 445 | 1 378 | 1 332 | 1 368 | 1 296 | 1 214 | 1 230 | 1 233 | 1 256 |

| 2018  | 2022  | - | - | - | - | - | - | - |
| ----- | ----- | - | - | - | - | - | - | - |
| 1 264 | 1 330 | - | - | - | - | - | - | - |

#### Pyramide des âges
La population de la commune est relativement âgée.
En 2018, le taux de personnes d'un âge inférieur à 30 ans s'élève à 29,0 %, soit en dessous de la moyenne départementale (37,2 %). À l'inverse, le taux de personnes d'âge supérieur à 60 ans est de 37,7 % la même année, alors qu'il est de 25,6 % au niveau départemental.
En 2018, la commune compte 625 hommes pour 639 femmes, soit un taux de 50,55 % de femmes, légèrement inférieur au taux départemental (51,37 %).
Les pyramides des âges de la commune et du département s'établissent comme suit.
| Hommes | Classe d’âge | Femmes |
| ------ | ------------ | ------ |
| 1,6    | 90 ou +      | 2,7    |
| 12,2   | 75-89 ans    | 13,6   |
| 23,0   | 60-74 ans    | 22,4   |
| 17,4   | 45-59 ans    | 17,2   |
| 15,5   | 30-44 ans    | 16,4   |
| 11,4   | 15-29 ans    | 9,9    |
| 18,9   | 0-14 ans     | 17,8   |

| Hommes | Classe d’âge | Femmes |
| ------ | ------------ | ------ |
| 0,9    | 90 ou +      | 2,1    |
| 7      | 75-89 ans    | 9,5    |
| 16,2   | 60-74 ans    | 16,9   |
| 19,4   | 45-59 ans    | 18,7   |
| 18,2   | 30-44 ans    | 17,5   |
| 18,8   | 15-29 ans    | 17,6   |
| 19,5   | 0-14 ans     | 17,6   |

### Sports et loisirs
La commune de Vernoil comporte plusieurs équipements, dont la salle des fêtes Jules-Ferry.
On y pratique la boule de fort :
- Jules Ferry boule de fort, amicale laïque créée en 1929 ;
- Cercle saint-Vincent, créé en 1920.

## Économie
Sur 121 établissements présents sur la commune à fin 2010, 29 % relèvent du secteur de l'agriculture (pour une moyenne de 17 % sur le département), 6 % du secteur de l'industrie, 13 % du secteur de la construction, 42 % de celui du commerce et des services et 10 % du secteur de l'administration et de la santé. Fin 2015, sur les 157 établissements actifs, 7 % relèvent du secteur de l'agriculture (pour 11 % sur le département), 26 % du secteur de l'industrie, 10 % du secteur de la construction, 37 % de celui du commerce et des services et 21 % du secteur de l'administration et de la santé.

## Culture locale et patrimoine

### Lieux et monuments
- Le château de la Ville-au-Fourrier, édifice du XVe au XIXe siècle, partiellement inscrit aux Monuments historiques[32],[33].

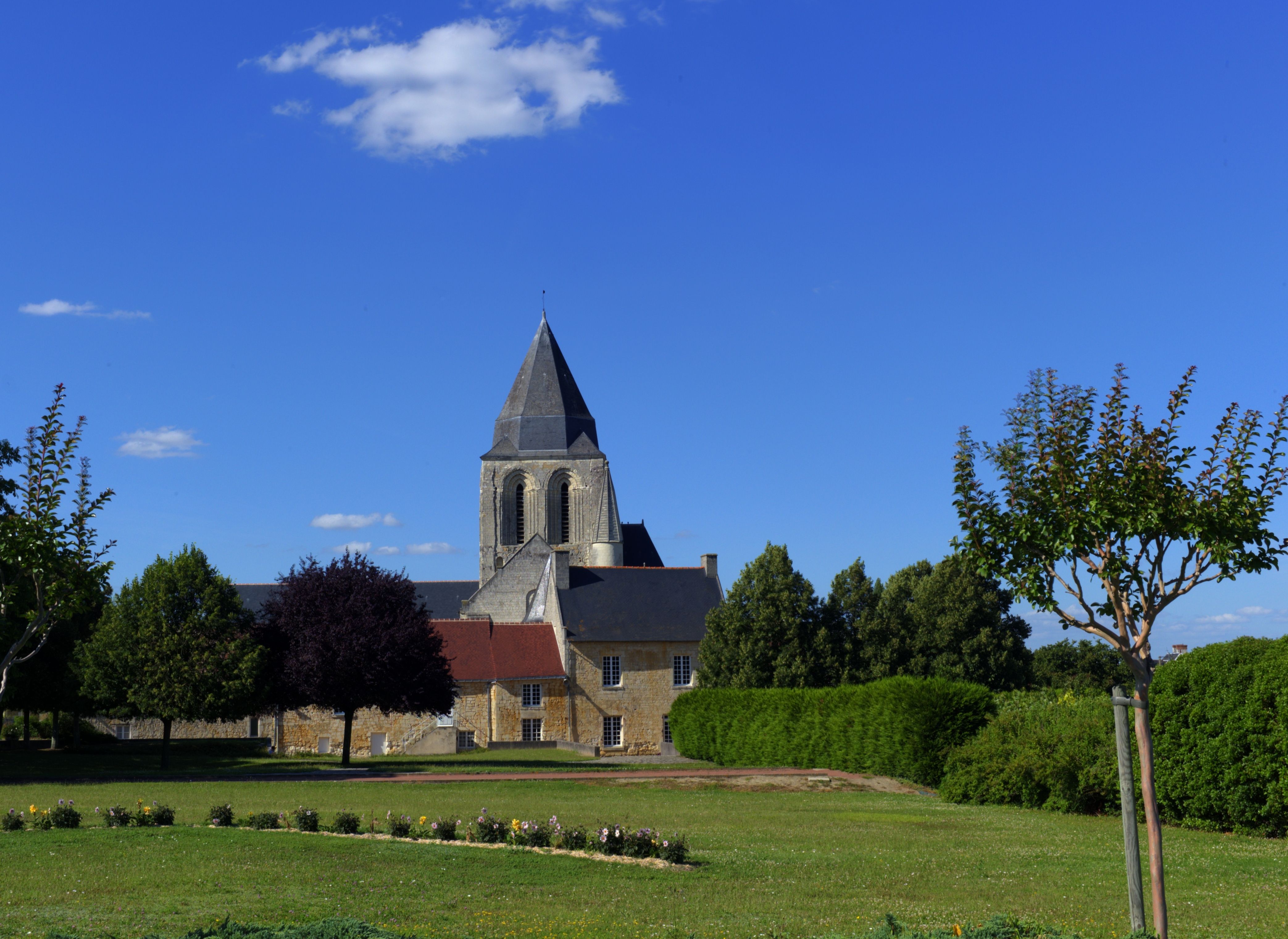
Église et prieuré.

- L'église Saint-Vincent[32] existe déjà vers l'an 1000[17] sous Robert le Pieux et Foulques Nerra. Elle a conservé son style roman dans la partie plus ancienne et porte des traces de peintures murales du XIIIe siècle, le transept et les voutes sont du XVe siècle, remaniés au XVIIe et XIXe siècles. Les fonts baptismaux remontent au XVe siècle et le bénitier au XIIe siècle. Présence d'une chapelle sépulcrale dans la crypte de l'église primitive. Édifice inscrit aux Monuments historiques[34].
- L'ancien prieuré[17], près de l'église. Une porte sculptée permet l'entrée de la tourelle. Son toit d'ardoises, les fenêtres à meneaux du corps de bâtiment, tout en tuffeau, forment un ensemble agréable. Bâtiment partiellement inscrit aux Monuments historiques[35].

### Personnalités liées à la commune
- René Christian-Frogé, poète et écrivain né en 1880 à Vernoil-le-Fourrier.
- Lucien Paye (né à Vernoil, le 28 juin 1907, mort le 25 avril 1972 à Paris), ambassadeur et homme politique français.
- Famille Moscovici :
  - Ephraïm Moscovici médecin à Vernoil-le-Fourrier. D’origine roumaine, Ephraïm était arrivé en France avec ses parents et ses deux frères, Léon et Lazar.
  - Jean-Claude Moscovici né en 1936, fils du précédent, médecin, auteur du livre Voyage à Pitchipoï[36].
  - Dans la nuit du 15 au 16 juillet 1942, Ephraïm, Léon et Lazar sont arrêtés par des gendarmes allemands et français, et déportés vers Auschwitz par le convoi no 8 parti d'Angers le 20 juillet 1942. Le 1er septembre 1942, alors que les autorités allemandes viennent arrêter Louise Moscovici, mère de Jean-Claude, celle-ci parvient à s'enfuir grâce à l’aide de sa voisine et amie Odette Blanchet. Ses deux enfants, Jean-Claude (six ans) et Liliane (deux ans), sont confiés à des voisins jusqu'à ce que le maire du village fasse appliquer, le 9 octobre 1942, la décision du capitaine SS, Commandeur de la région et responsable des mesures de répression antisémite : « L'accueil d'enfants juifs dans des familles françaises est indésirable et ne sera autorisé en aucun cas. » . On retrouvera les péripéties complète de cette histoire sur le site du Comité français pour Yad Vashem[37]. Liliane Moscovici est morte le 26 avril 2014[38],[39].
- Odette Blanchet : Engagée à 17 ans comme agent de liaison du réseau Confrérie Notre-Dame de Castille. Après la guerre, elle épouse Léo Bergoffen, le 26 février 1946, juif angevin né en Allemagne, survivant d'Auschwitz. Elle a reçu la médaille des Justes le 10 mai 1994 : « Et si c'était à refaire, je repartirais sans la moindre hésitation ! » , témoigne-t-elle[40].